# Frantzdy Pierrot
Frantzdy Pierrot (Cabo Haitiano, 29 de marzo de 1995) es un futbolista haitiano que juega de delantero para el AEK Atenas F. C. de la Superliga de Grecia.

## Selección nacional
Hizo su debut con la selección de fútbol de Haití el 10 de septiembre de 2018 en un partido de clasificación para la Liga de Naciones Concacaf 2019-20 contra Sint Maarten que finalizó con un resultado de 13-0 a favor del combinado haitiano. Además disputó varios partidos de la Copa de Oro de la Concacaf 2019.

### Goles internacionales
| #  | Fecha                    | Estadio                                                                    | Oponente                     | Gol  | Resultado | Competición                                             |
| -- | ------------------------ | -------------------------------------------------------------------------- | ---------------------------- | ---- | --------- | ------------------------------------------------------- |
| 1  | 10 de septiembre de 2018 | Stade Sylvio Cator, Port-au-Prince, Haití                                  | Sint Maarten                 | 1-0  | 13-0      | Clasificación para la Liga de Naciones Concacaf 2019-20 |
| 2  | 10 de septiembre de 2018 | Stade Sylvio Cator, Port-au-Prince, Haití                                  | Sint Maarten                 | 11-0 | 13-0      | Clasificación para la Liga de Naciones Concacaf 2019-20 |
| 3  | 6 de junio de 2019       | Estadio La Portada, La Serena, Chile                                       | Chile                        | 0-1  | 2-1       | Amistoso                                                |
| 4  | 16 de junio de 2019      | Estadio Nacional de Costa Rica, San José, Costa Rica                       | Bermudas                     | 1-1  | 2-1       | Copa de Oro de la Concacaf 2019                         |
| 5  | 16 de junio de 2019      | Estadio Nacional de Costa Rica, San José, Costa Rica                       | Bermudas                     | 2-1  | 2-1       | Copa de Oro de la Concacaf 2019                         |
| 6  | 10 de septiembre de 2019 | Stade Sylvio Cator, Port-au-Prince, Haití                                  | Curazao                      | 1-0  | 1-1       | Liga de Naciones de la Concacaf 2019-20                 |
| 7  | 10 de octubre de 2019    | Estadio Thomas Robinson, Nasáu, Bahamas                                    | Costa Rica                   | 1-1  | 1-1       | Liga de Naciones de la Concacaf 2019-20                 |
| 8  | 5 de junio de 2021       | Academia Nacional TCIFA, Providenciales, Islas Turcas y Caicos             | Islas Turcas y Caicos        | 0-7  | 0-10      | Clasificación para el Mundial 2022                      |
| 9  | 5 de junio de 2021       | Academia Nacional TCIFA, Providenciales, Islas Turcas y Caicos             | Islas Turcas y Caicos        | 0-9  | 0-10      | Clasificación para el Mundial 2022                      |
| 10 | 5 de junio de 2021       | Academia Nacional TCIFA, Providenciales, Islas Turcas y Caicos             | Islas Turcas y Caicos        | 0-10 | 0-10      | Clasificación para el Mundial 2022                      |
| 11 | 2 de julio de 2021       | DRV PNK Stadium, Fort Lauderdale, Estados Unidos                           | San Vicente y las Granadinas | 2-0  | 6-1       | Clasificación para la Copa de Oro de la Concacaf 2021   |
| 12 | 6 de julio de 2021       | DRV PNK Stadium, Fort Lauderdale, Estados Unidos                           | Bermudas                     | 1-0  | 4-1       | Clasificación para la Copa de Oro de la Concacaf 2021   |
| 13 | 6 de julio de 2021       | DRV PNK Stadium, Fort Lauderdale, Estados Unidos                           | Bermudas                     | 2-0  | 4-1       | Clasificación para la Copa de Oro de la Concacaf 2021   |
| 14 | 6 de julio de 2021       | DRV PNK Stadium, Fort Lauderdale, Estados Unidos                           | Bermudas                     | 3-0  | 4-1       | Clasificación para la Copa de Oro de la Concacaf 2021   |
| 15 | 25 de marzo de 2023      | Estadio Blakes Estate, Lookout, Montserrat                                 | Montserrat                   | 0-2  | 0-4       | Liga de Naciones de la Concacaf 2022-23                 |
| 16 | 28 de marzo de 2023      | Estadio Panamericano de San Cristóbal, San Cristóbal, República Dominicana | Bermudas                     | 1-0  | 3-1       | Liga de Naciones de la Concacaf 2022-23                 |
| 17 | 28 de marzo de 2023      | Estadio Panamericano de San Cristóbal, San Cristóbal, República Dominicana | Bermudas                     | 2-0  | 3-1       | Liga de Naciones de la Concacaf 2022-23                 |
| 18 | 25 de junio de 2023      | Estadio NRG, Houston, Estados Unidos                                       | Catar                        | 2-1  | 2-1       | Copa Oro de la Concacaf 2023                            |
| 19 | 2 de julio de 2023       | Bank of America Stadium, Charlotte, Estados Unidos                         | Honduras                     | 0-1  | 2-1       | Copa Oro de la Concacaf 2023                            |
| 20 | 15 de octubre de 2023    | Estadio Hasely Crawford, Puerto España, Trinidad y Tobago                  | Jamaica                      | 1-0  | 2-3       | Liga de Naciones de la Concacaf 2023-24                 |
| 21 | 15 de octubre de 2023    | Estadio Hasely Crawford, Puerto España, Trinidad y Tobago                  | Jamaica                      | 2-3  | 2-3       | Liga de Naciones de la Concacaf 2023-24                 |
| 22 | 6 de septiembre de 2024  | Estadio Centroamericano de Mayagüez, Mayagüez, Puerto Rico                 | Puerto Rico                  | 1-2  | 1-4       | Liga de Naciones de la Concacaf 2024-25                 |
| 23 | 11 de octubre de 2024    | Estadio Guillermo Próspero Trinidad, Oranjestad, Aruba                     | Aruba                        | 1-1  | 1-3       | Liga de Naciones de la Concacaf 2024-25                 |
| 24 | 14 de octubre de 2024    | Estadio Guillermo Próspero Trinidad, Oranjestad, Aruba                     | Aruba                        | 5-3  | 5-3       | Liga de Naciones de la Concacaf 2024-25                 |
| 25 | 15 de noviembre de 2024  | Estadio Centroamericano de Mayagüez, Mayagüez, Puerto Rico                 | Sint Maarten                 | 0-2  | 0-8       | Liga de Naciones de la Concacaf 2024-25                 |
| 26 | 15 de noviembre de 2024  | Estadio Centroamericano de Mayagüez, Mayagüez, Puerto Rico                 | Sint Maarten                 | 0-4  | 0-8       | Liga de Naciones de la Concacaf 2024-25                 |
| 27 | 15 de noviembre de 2024  | Estadio Centroamericano de Mayagüez, Mayagüez, Puerto Rico                 | Sint Maarten                 | 0-6  | 0-8       | Liga de Naciones de la Concacaf 2024-25                 |
| 28 | 18 de noviembre de 2024  | Estadio Centroamericano de Mayagüez, Mayagüez, Puerto Rico                 | Puerto Rico                  | 3-0  | 3-0       | Liga de Naciones de la Concacaf 2024-25                 |
| 29 | 22 de marzo de 2025      | Estadio Mehdi Huseynzade, Sumgait, Azerbaiyán                              | Azerbaiyán                   | 0-1  | 0-3       | Amistoso                                                |
| 30 | 22 de marzo de 2025      | Estadio Mehdi Huseynzade, Sumgait, Azerbaiyán                              | Azerbaiyán                   | 0-2  | 0-3       | Amistoso                                                |
| 31 | 7 de junio de 2025       | Estadio Guillermo Próspero Trinidad, Oranjestad, Aruba                     | Aruba                        | 0-2  | 0-5       | Clasificación para el Mundial 2026                      |
| 32 | 19 de junio de 2025      | Shell Energy Stadium, Houston, Estados Unidos                              | Trinidad y Tobago            | 0-1  | 1-1       | Copa Oro de la Concacaf 2025                            |

## Clubes
| Club                 | País           | Año       | Partidos | Goles |
| -------------------- | -------------- | --------- | -------- | ----- |
| Reading United       | Estados Unidos | 2016-2018 | 22       | 12    |
| Royal Excel Mouscron | Bélgica        | 2018-2019 | 40       | 9     |
| E. A. Guingamp       | Francia        | 2019-2022 | 78       | 28    |
| Maccabi Haifa        | Israel         | 2022-2024 | 109      | 43    |
| AEK Atenas F. C.     | Grecia         | 2024-act. | 34       | 6     |

## Palmarés

### Títulos nacionales
| Título                 | Club          | País   | Año  |
| ---------------------- | ------------- | ------ | ---- |
| Liga Premier de Israel | Maccabi Haifa | Israel | 2023 |
| Supercopa de Israel    | Maccabi Haifa | Israel | 2023 |